# Johan Sems
Johan Sems of Semp (Franeker, 1572 - Groningen, 1635) was een Nederlandse cartograaf, landmeter en ingenieur. Hij was gespecialiseerd in inpoldering, dijkaanleg, en vestingbouwkunde.

## Biografie
Sems werd in 1572 geboren als zoon van Sem IJsbrandts en Claesgen Adriaens. In 1581 liet zijn vader zich inschrijven als student van de Universiteit Leiden. Het gezin woonde toen op de Marendorp Landzijde, op de hoek van de Lange Hooglandse Kerksteeg in Leiden. Zijn vader overleed in 1584 door overmatig drankgebruik.
Sems volgde geen opleiding aan de universiteit van Leiden want de ingenieursopleiding startte pas in het jaar 1600. Hij heeft het vak waarschijnlijk in de praktijk geleerd. Hij was bevriend met de Leidse landmeter Jan Pieterszoon Dou, samen publiceerden zij in 1600 een leerboek Practijck des lantmetens. Het boek verscheen bij Willem Jansz. Blaeu. Het werk was van hoog niveau en werd gebruikt bij de Ingenieursopleiding, opgezet door Simon Stevin. Het beschreef alles wat de landmeter moest weten, alsmede de nieuwste ontwikkelingen. In de publicatie '400 jaar Semslinie' wordt aannemelijk geacht dat beiden "in de leer zijn geweest bij Ludolph van Ceulen, Simon Fransz van Merwen en Simon Stevin.
In 1599 vestigde hij zich in Leeuwarden waar hij in opdracht van het stadsbestuur metingen verrichtte voor het samenstellen van de nieuwe stadsplattegrond van de stad. In 1602 werd hij benoemd tot landmeter van Friesland. In de jaren 1604-1608 had Sems de supervisie over de aanleg van de schansen bij Bourtange en Delfzijl en Bellingwolde. In de winter van 1610/1611 verhuisde hij naar Bunde en kocht grond in Bunderneuland, dat in 1604 was ingepolderd, met behulp van voornamelijk Amsterdamse investeerders.
In 1615 vestigde hij zich in Groningen, waar hij eind 1614 was benoemd tot landmeter. Op verzoek van de Drentse Staten bepaalde Sems samen met Johan de la Haye de grenslijn tussen Groningen en Drenthe en nam de Martinitoren als uitgangspunt (zie Semslinie).
In 1616 werd Sems aangesteld tot koninklijk ingenieur door koning Christiaan IV van Denemarken. Hij was onder andere belast met de inpoldering bij Bredstedt, de vestingbouw in Helsingör en de ontwikkeling van de Kristianstad. Een prestigieuze opdracht in dienst van de Deense koning was voor Sems de aanleg van Christianshavn op Amager. De nieuwe stad kwam in 1625 gereed. Al voor die tijd keerde Sems weer terug naar Groningen.
Weer terug in Groningen hield Sems zich bezig met de geschillen in Bunderneuland, waar hij in 1623 werd benoemd tot dijkgraaf. In 1623 werd een gravure van zijn door Martin Faber gemaakt portret (zie afbeelding), met de vermelding dat hij dijkgraaf was, vervaardigd door Jacob Matham. In datzelfde jaar 1623 publiceerde hij De arithmetische fundamenten bij de uitgever Helwich Callenbach Emden. In de periode 1626 tot 1632 was hij als landmeter belast met de opmeting van van het buitendijkse land tussen Wierhuizen en Bierum. Ook was Sems was belast met werkzaamheden bij de bestaande schansen in Oost-Groningen en met de bouw van een nieuwe schans bij Langackerzijl. In 1630 werd hij de Staten van Groningen aangesteld voor "de visitatie, bestedingen ende opnemingen van de fortificatie werken aen de frontierschansen".
In 1634 bevond Sems zich in Nederlands Brazilië, waar hij als ingenieur belast was met de aanleg van fortificaties van veroverde steden.
Sems was getrouwd met Baerthe van Soutelande; hij hertrouwde met Catharina Jans. Sems overleed plotseling, waarschijnlijk in het begin van het jaar 1635 te Groningen (in ieder geval voor 8 februari van dat jaar). Zijn weduwe hertrouwde in 1636 met de kapitein Jochum Bastijaen Coen.
Tijdens zijn leven maakte Sems nogal wat schulden. Zowel in Leeuwarden als in Groningen liet hij schulden achter. Na zijn dood werd nog jarenlang geprocedeerd tussen de schuldeisers en de erfgenamen.

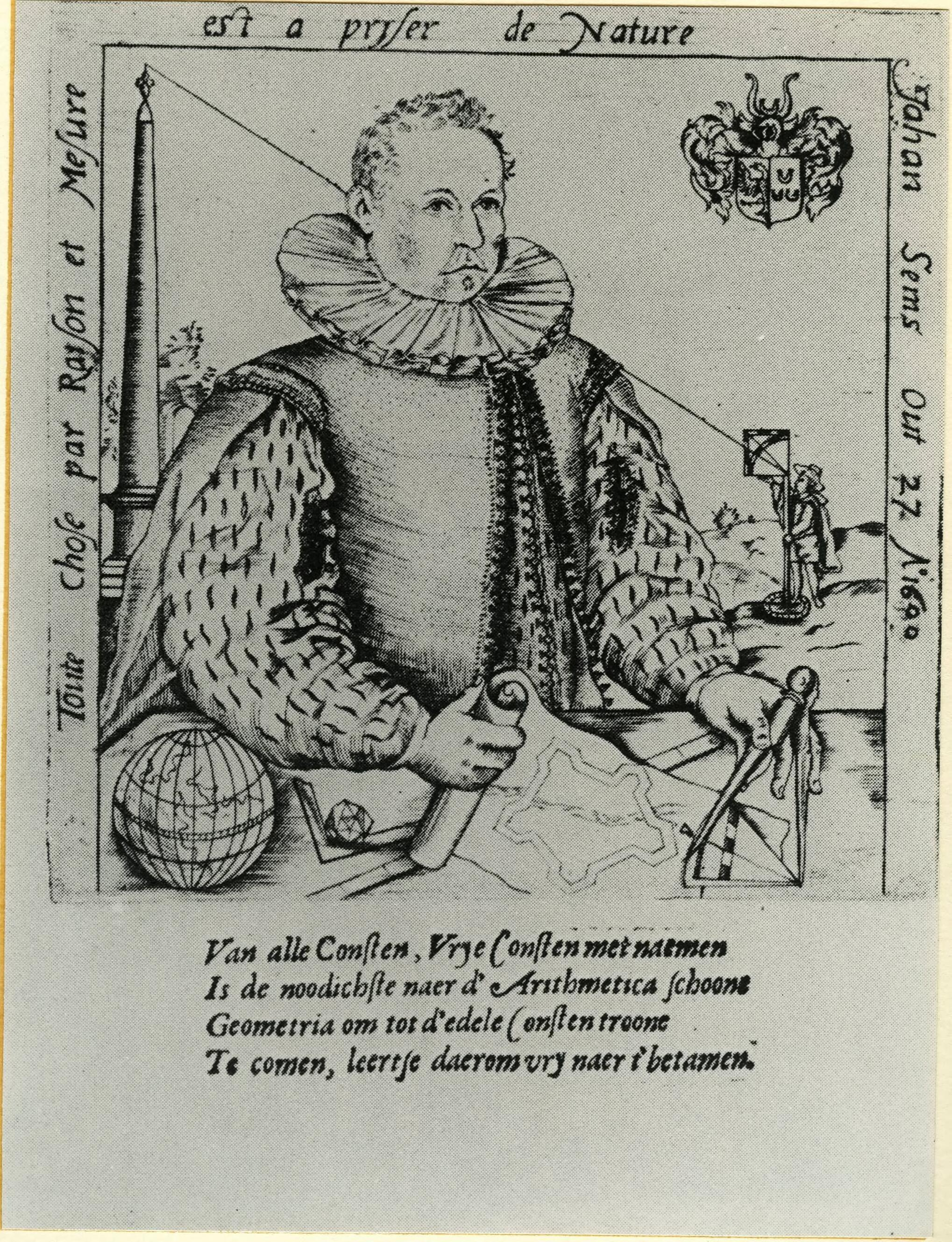
Zelfportret van Johan Sems op 27-jarige leeftijd in 1600
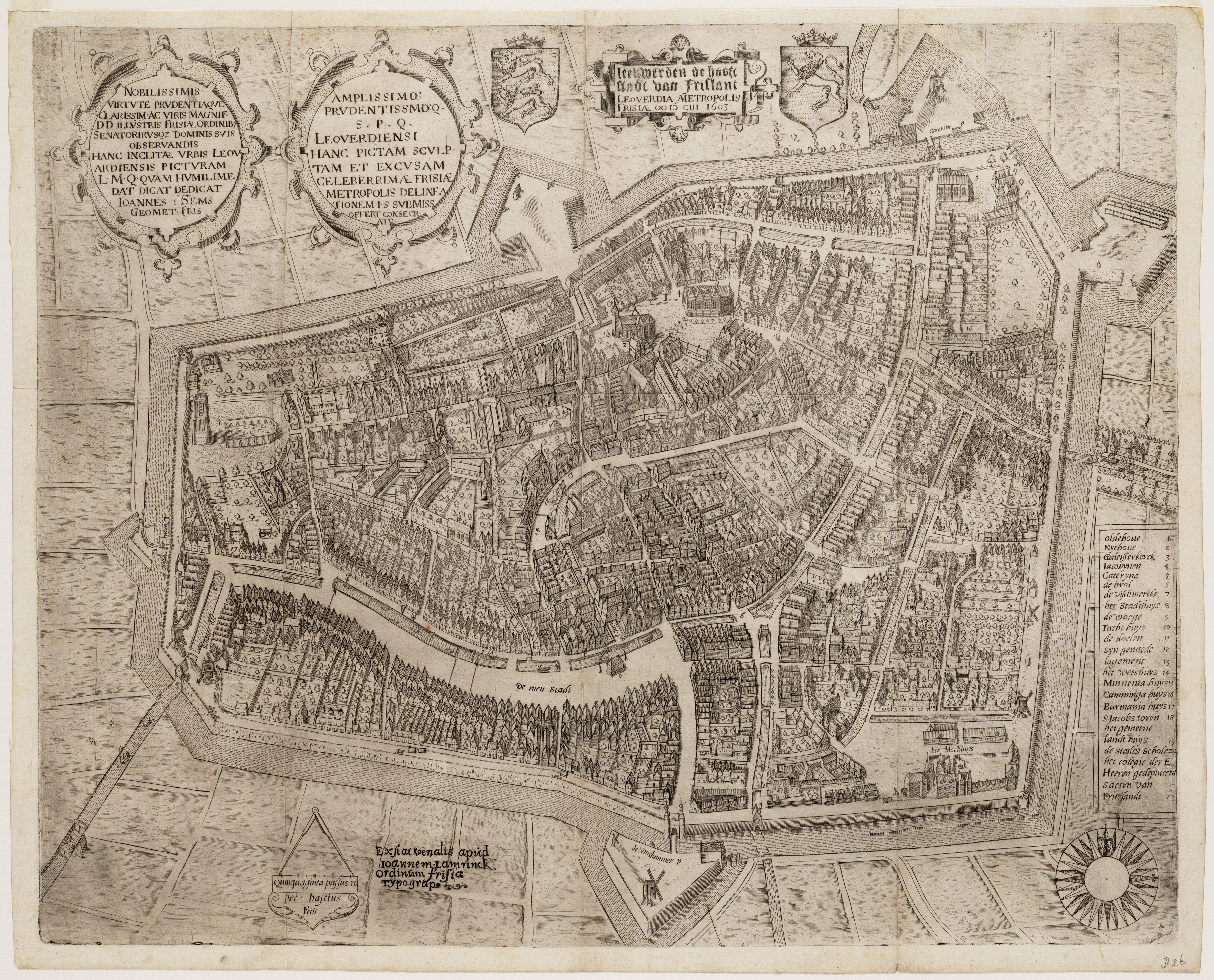
De stadskaart van Leeuwarden door Sems gemaakt in 1603

## Wetenswaardigheden
- Herman de Boer schreef in 1945 ter gelegenheid van de bevrijding van de veenkoloniën het lied van Jan Sems met onder meer de volgende regels[10]

Zoals Jan Sems zijn linie trok,
Zoo gaan de wegen door het land:
Rechtuit-rechtaan, geen kronkelweg
Van 't Klooster tot aan Hoogezand
- In 2008 werd in Leeuwarden het naar hem genoemde restaurant Sems geopend.
- Ter gelegenheid van het vierhonderdjarig bestaan van de Semslinie verscheen in 2015 400 jaar Semslinie, de oudste lijnrechte grens ter wereld

- Gemeinsame Normdatei: 128678208
- Library of Congress Control Number: no2016006387
- Nationale Bibliotheek van Tsjechië: ntk20201089852
- RKD-Nederlands Instituut voor Kunstgeschiedenis: 483788
- Virtual International Authority File: 72450542
- WorldCat: E39PCjBXR8WWP7DCtdyKwbPHhb